# The X-Files (film)
The X-Files is een Canadese/Amerikaanse sciencefictionfilm uit 1998, gebaseerd op de gelijknamige televisieserie. De film krijgt vaak de subtitel Fight the Future mee. De meeste acteurs uit de televisieserie spelen ook mee in de film. De regie was in handen van Rob Bowman.
De film maakt deel uit van de X-Fileschronologie, en speelt zich af tussen seizoen 5 en 6 van de serie.

## Verhaal
De film begint in de prehistorie. Een neanderthaler loopt in een grot een vreemd buitenaards wezen tegen het lijf (de camera is echter zo opgesteld dat men dit wezen niet geheel te zien krijgt). De Neanderthaler en de alien vechten, en de Neanderthaler wint. Uit het lichaam van de dode alien stroomt een zwarte olieachtige substantie, die bekend is van afleveringen eerder in de serie.
Dan wordt er een sprong gemaakt naar het heden, naar een klein Texaans dorpje. Een jongetje valt tijdens het spelen in een put. Hij vindt in de put een menselijke schedel en raapt deze op. Dan sijpelt er zwarte olie uit de grond en dringt het lichaam van de jongen binnen. Zijn ogen worden zwart, en hij verliest het bewustzijn. Een paar brandweermannen die hem kwamen redden ondergaan hetzelfde lot.
Ondertussen heeft de FBI besloten de X-Files te sluiten, en agenten Fox Mulder en Dana Scully toe te wijzen aan andere projecten. Ze helpen eerst agent Darius Michaud onderzoek te doen naar een bommelding in het kantoor van de FBI. Er blijkt inderdaad een bom te zijn, maar iedereen kan worden geëvacueerd voordat de bom afgaat. Mulder en Scully keren vervolgens terug naar Washington, D.C. Hier worden ze berispt voor het feit dat niet alle mensen uit het gebouw werden geëvacueerd: drie brandweermannen en een jongen waren nog binnen.
Die avond komt Mulder een paranoïde dokter tegen genaamd Alvin Kurtzweil. Hij vertelt Mulder dat de vier slachtoffers al dood waren voor de bomexplosie plaatsvond, en dat de bom vermoedelijk diende als middel om bewijzen rondom hun dood te vernietigen. Mulder haalt Scully erbij, en samen gaan ze naar het mortuarium om de lijken te onderzoeken. Ze ontdekken dat in de lichamen grote afbraak van de lichaamscellen heeft plaatsgevonden. Dit kan niet het werk zijn van de explosie. Mulder doet wat onderzoek, en ontdekt dat de vier slachtoffers gestorven zijn aan een buitenaards virus. Mulder en Scully reizen af naar het Texaanse dorpje waar de jongen woonde, maar daar vinden ze op de plaats van de put een gloednieuw park. Wel ontdekken ze twee vreemde koepelvormige constructies midden in een maïsveld. Wanneer ze die nacht de koepels bezoeken, worden ze aangevallen door honderden bijen en twee helikopters. Ze kunnen maar net ontkomen en terugreizen naar Washington.
Bij hun terugkeer ontdekt Mulder dat het resterende bewijs rondom de zaak razendsnel aan het verdwijnen is. Scully krijgt te horen dat ze zal worden overgeplaatst naar Salt Lake City. Ze besluit echter nog liever de FBI te verlaten dan te worden overgeplaatst. Dit tot ongenoegen van Mulder, die de zaak niet alleen wil oplossen. Op dat moment wordt Scully gestoken door een bij (die nog onder haar shirt zat van hun bezoekje aan de koepels). Ze krijgt een hevige allergische reactie, en Mulder belt een ambulance. De ambulancechauffeur schiet Mulder echter neer, en neemt Scully mee naar een onbekende locatie. Mulder overleeft de aanslag, en roept de hulp in van The Lone Gunmen. Via via komt hij achter de locatie van Scully: ze is naar Antarctica gebracht samen met een zwak vaccine tegen het buitenaardse virus, waarmee zij nu blijkbaar ook is besmet.
Mulder reist af naar Antarctica om Scully te redden, en ontdekt aldaar een geheim lab gerund door de sigarettenrokende man en zijn collega, Strughold. Wanneer Mulder Scully bevrijdt, zet hij een kettingreactie in gang die het laboratorium vernietigt. Hierbij ontwaakt het buitenaardse schip dat onder het lab was verborgen. Het schip vliegt weg uit het verwoeste lab.
Na hun terugkeer in Amerika blijken alle bewijzen rondom de zaak te zijn vernietigd, behalve die welke Scully bij zich had gestoken.
In een ander soortgelijk maïsveld in Tunesië ontvangt Strughold een telegram dat de X-Files weer geopend zijn.

## Rolverdeling
| Acteur              | Personage                         |
| ------------------- | --------------------------------- |
| David Duchovny      | Special Agent Fox Mulder          |
| Gillian Anderson    | Special Agent Dana Scully         |
| Mitch Pileggi       | Assistant Director Walter Skinner |
| William B. Davis    | Cigarette-Smoking Man             |
| John Neville        | Well-Manicured Man                |
| Dean Haglund        | Richard 'Ringo' Langly            |
| Bruce Harwood       | John Fitzgerald Byers             |
| Tom Braidwood       | Melvin Frohike                    |
| Don S. Williams     | First Elder                       |
| George Murdock      | Second Elder                      |
| Martin Landau       | Alvin Kurtzweil                   |
| Jeffrey DeMunn      | Ben Bronschweig                   |
| Blythe Danner       | Assistant Director Jana Cassidy   |
| Terry O'Quinn       | Darius Michaud                    |
| Armin Mueller-Stahl | Conrad Strughold                  |
| Glenne Headly       | Barmaid                           |

## Achtergrond
Volgens verschillende krantenberichten had 20th Century Fox 60 miljoen dollar besteed aan de wereldwijde promotie van de film. De productie van de film zelf kostte 66 miljoen dollar.
De film werd opgenomen tussen seizoen 4 en 5 van de serie. Enkele heropnames vonden plaats tijdens de opnames van het vijfde seizoen. Derhalve bevatte seizoen 5 een paar afleveringen waarin Mulder en/of Scully maar een kleine rol speelden.
Tijdens de productie deden de producenten veel moeite om de plot geheim te houden Zo werden scenario's geprint op rood papier om te voorkomen dat men er een fotokopie van zou maken. Tevens werd foutieve informatie doorgespeeld naar de media.

## Prijzen en nominaties
“The X-Files” werd genomineerd voor 10 prijzen, waarvan hij er 3 won.
1998
- De Bogey Award – gewonnen

1999
- De ASCAP Award voor Top Box Office Films – gewonnen
- Vijf Saturn Awards:
  - Beste acteur (David Duchovny)
  - Beste actrice (Gillian Anderson)
  - Beste regisseur (Rob Bowman)
  - Beste make-up
  - Beste sciencefictionfilm
- De Blockbuster Entertainment Award voor favoriete actrice – Sci-fi (Gillian Anderson) – gewonnen
- De C.A.S. Award voor Outstanding Achievement in Sound Mixing for a Feature Film
- De Golden Reel Award.